# Penestoglossa latiorella
Penestoglossa latiorella är en fjärilsart som beskrevs av Mann 1873. Penestoglossa latiorella ingår i släktet Penestoglossa och familjen säckspinnare. Inga underarter finns listade i Catalogue of Life.